# SIMEST
SIMEST è la società del Gruppo CDP che sostiene la crescita e la competitività delle imprese italiane nel mondo attraverso l’internazionalizzazione delle loro attività. I servizi della società si rivolgono in particolare alle piccole e medie imprese.
Cassa Depositi e Prestiti ne detiene il 76% del capitale.

## Storia
SIMEST è stata costituita nel 1991 dall'allora Ministero del commercio con l'estero, guidato da Renato Ruggiero, come Società Italiana per le Imprese Miste all'Estero - SIMEST a seguito della Legge 100/1990 (Norme sulla promozione della partecipazione a società ed imprese miste all'estero). Tale legge disponeva la creazione di una società che supportasse le aziende create nei paesi extra UE da imprese italiane, che fornisse loro consulenza e assistenza e che ne promuovesse e sviluppasse le attività.
Nel 1999 SIMEST ha assorbito l’area Estero del MedioCredito Centrale, ed è diventata il gestore dei tre fondi pubblici per l’internazionalizzazione e il sostegno alle esportazioni (all’epoca del Ministero dello Sviluppo Economico):
- il fondo ex legge 394/81, destinato alla concessione di finanziamenti a tasso agevolato per l’internazionalizzazione;[7]
- il fondo ex legge 295/1973, riservato agli interventi finanziari di sostegno alle esportazioni a pagamento differito;[7]
- il fondo di Venture Capital, destinato all’acquisizione di partecipazioni, aggiuntive a quelle di SIMEST e sempre complessivamente minoritarie rispetto all’intervento del partner italiano, a condizioni agevolate (inizialmente rivolto solo ad alcune regioni di interesse strategico, poi allargato a tutti i Paesi esteri e dal 2011 anche, con condizioni non agevolate, all’Italia).[8]

Nel 2012 il controllo della società è passato a Cassa Depositi e Prestiti  che, nel 2019, l’ha incorporata in SACE. L’accorpamento aveva l’obiettivo di costituire il Polo dell’Export e dell’Internazionalizzazione del Gruppo, un unico punto di accesso a tutti gli strumenti finanziari e assicurativi a supporto alle imprese italiane che vogliono competere e crescere a livello internazionale.
Da inizio 2020 le competenze in relazione ai fondi pubblici gestiti da SIMEST sono state trasferite dal MISE al MAECI con l’obiettivo di promuovere una gestione unitaria della promozione internazionale dell’Italia all’estero e costituire un unico referente istituzionale sui temi delle politiche commerciali e promozionali.
A marzo 2022, in occasione del riassetto del gruppo SACE, SIMEST è ritornata sotto il controllo diretto di Cassa Depositi e Prestiti.

## Attività
SIMEST affianca l’impresa per tutto il ciclo di sviluppo all’estero, dalla prima valutazione di apertura in un nuovo mercato fino all’espansione attraverso investimenti diretti.
Le attività svolte dalla società si distinguono in: finanziamenti agevolati per l’internazionalizzazione; acquisizione di partecipazioni in imprese, estere o italiane, detenute da società italiane; investimenti in equity; supporto per le esportazioni.

### Finanziamenti agevolati per l’internazionalizzazione
Grazie al fondo ex legge 394/81 e ai fondi collegati, gestiti in convenzione con il MAECI, SIMEST si occupa dell’operatività ordinaria concedendo finanziamenti agevolati a favore delle imprese italiane durante tutte le fasi dell’internazionalizzazione. Le aziende possono richiedere i finanziamenti per attività come partecipazione a fiere e mostre, studi di fattibilità, programmi di inserimento in mercati esterni all’Unione Europea, programmi di assistenza legale, organizzativa, contrattuale e fiscale, assunzione di Temporary Export Manager (TEM), investimenti per la transizione ecologica e digitale.

### Partecipazione al capitale di imprese
La società può acquisire partecipazioni nel capitale sociale delle società, estere o italiane, controllate da aziende italiane, utilizzando risorse proprie o in combinazione con la sezione ad hoc del Fondo 394/81 per le operazioni di venture capital. In particolare, SIMEST può partecipare con una quota fino al 49% del capitale sociale.

### Investimenti in equity e Plafond Crescita
Attraverso le risorse pubbliche del Fondo 394, la società supporta lo sviluppo delle aziende italiane all’estero anche tramite investimenti in equity. A questo scopo sono state costituite due specifiche sezioni del Fondo 394: “Sezione Crescita” e “Sezione Investimenti e Infrastrutture”. In particolare: il Plafond Crescita (con una dotazione di €100 milioni di euro) è destinato a interventi in equity per il consolidamento del capitale sociale di piccole e medie imprese e imprese a media capitalizzazione per supportare l'internazionalizzazione e lo sviluppo sui mercati esteri. Mentre il “Plafond Investimenti Infrastrutture” (con una dotazione €100 milioni di euro) è destinato a interventi in equity in società partecipate da imprese italiane impegnate in progetti infrastrutturali all'estero con il coinvolgimento delle filiere produttive italiane, al fine di supportare la competitività delle imprese italiane in contesti strategici internazionali.

### Supporto per le esportazioni
Grazie al fondo ex legge 295/1973, gestito in convenzione con il MAECI, SIMEST eroga contributi a favore degli esportatori italiani per facilitare le condizioni di pagamento a medio-lungo termine (almeno 24 mesi) a tasso fisso agevolato.
Tali contributi possono essere erogati sottoforma di credito acquirente o credito fornitore.

## Misure straordinarie
In risposta a eventi eccezionali di natura economica, geopolitica o ambientale, SIMEST può attivare misure straordinarie per sostenere le imprese italiane nei processi di internazionalizzazione, offrendo strumenti finanziari e agevolazioni temporanee.
A partire dal 2021 la società è stata assegnataria, attraverso il Piano Nazionale di Ripresa e Resilienza (PNRR), di risorse europee legate al programma Next Generation EU.
Dal 2022, dopo l’inizio del conflitto russo-ucraino, la società ha supportato le aziende italiane operative sul fronte delle esportazioni o degli approvvigionamenti in Ucraina, Russia e Bielorussia. Inoltre, a seguito dell’alluvione che ha colpito l’Emilia-Romagna e la Toscana nel maggio 2023, SIMEST ha istituito un bando per l’assegnazione di 300 milioni di euro a fondo perduto per compensare i danni materiali subiti dalle imprese esportatrici delle zone colpite.
Nell’ambito del Piano Mattei, a luglio 2024 SIMEST ha presentato alla Farnesina “Misura Africa”, un'iniziativa di finanza agevolata da 200 milioni di euro, in collaborazione con il Ministero degli Affari Esteri, per sostenere le imprese italiane interessate a investire in Africa, promuovendo progetti di innovazione, transizione ecologica e digitale, e formazione professionale.
A marzo 2025 la società ha invece presentato un nuovo pacchetto di strumenti finanziari per un valore di oltre un miliardo di euro. L’iniziativa mira a sostenere lo sviluppo delle imprese italiane all’estero, con particolare riguardo ad aree ad alto potenziale di crescita come l’America Latina e l’Africa. Questi nuovi strumenti fanno parte del “Piano d’Azione per l’Export”, introdotto pochi giorni prima dal Vicepresidente del Consiglio e Ministro degli Affari Esteri e della Cooperazione Internazionale, Antonio Tajani.

## Bilancio
|                                                 | 2024   | 2023   | 2022   | 2021   |
| Finanziamenti agevolati (milioni di euro)       | 1.659  | 1.447  | 512    | 3.406  |
| Finanziamenti agevolati PNRR (milioni di euro)  | -      | -      | 570    | 751    |
| Investimenti partecipativi (milioni di euro)    | 329    | 310    | 133    | 143    |
| Supporto all'export (milioni di euro)           | 5.960  | 6.213  | 524    | 5.038  |
| Nuovi volumi (milioni di euro)                  | 7.949  | 7.969  | 1.738  | 9.338  |
| Clienti in portafoglio attivi (milioni di euro) | 15.851 | 15.262 | 14.958 | 10.170 |
| Paesi di destinazione                           | 123    | 125    | 124    | 123    |
| Utile netto (milioni di euro)                   | 7,7    | 3,5    | 1      | 4      |
| Numero medio dipendenti                         | 230    | 201    | 201    | 183    |